# Рыбный (Серафимовичский район)
Рыбный — хутор в Серафимовичском районе Волгоградской области.
Входит в состав Усть-Хопёрского сельского поселения.

## География

### Улицы
- ул. Донская
- ул. Казачья
- ул. Лесная
- ул. Степная
- ул. Центральная

## Население
Население хутора в 2002 году составляло 240 человек.
| 2010 |
| ---- |
| 203  |

## Инфраструктура
Рядом с хутором на территории природного парка, на самом берегу Дона, расположен туркомплекс (база отдыха) «Донские зори».